# 桂陽路 (高雄市)
桂陽路（Gueiyang Rd.）為高雄市小港區的東西向道路，東起於孔鳳路、孔鳳路455巷口銜接孔鳳路，西止於德仁路口銜接明聖街，是桂林商圈的重要道路。

## 行經行政區域
- 小港區

## 沿線設施
（由東至西）
- 華南銀行桂林分行
- 全家便利商店高雄桂陽店
- 小北百貨高雄桂林店
- 7-ELEVEN桂陽門市
- 高雄銀行桂林分行
- 高雄市政府警察局小港分局桂陽路派出所
- 高雄市小港區桂林國小
- 桂陽公園

## 公共自行車
- 高雄市公共自行車租賃系統：
  - 桂陽公園：桂陽桂聖街口西南側

## 相關連結
- 高雄市主要道路列表